# Brad Underwood
Bradley Cole Underwood, detto Brad (McPherson, 14 dicembre 1963), è un allenatore di pallacanestro statunitense.